# Rune Jarstein
Rune Almenning Jarstein (né le 29 septembre 1984 à Skien) est un footballeur international norvégien.

## Carrière en club

### Débuts
Jarstein nait à Porsgrunn et commence le football dans le club local du Herkules Skien dont il porte les couleurs durant son adolescence.

### Débuts professionnels avec ODD
En janvier 2002, les performances du jeune gardien séduisent un autre club plus huppé basé à Skien : le ODD Grenland (Aujourd’hui Odds BK) qui évolue en Première division norvégienne. Il fait ses débuts professionnels le 21 octobre 2002 à l’occasion d’un match nul 1-1 en championnat contre le FK Lyn, il a alors tout juste 18 ans. Il prend part à une autre rencontre cette année-là.
Rune ne prend part qu’à quatre nouvelles rencontres en 2003 et 2004 mais finit par gagner sa place de titulaire lors de la deuxième moitié de la saison 2005, au cours de laquelle il dispute 16 matches de Tippeligaen (Aujourd'hui  Eliteserien).
Il défend les couleurs du club à 77 reprises jusqu’à la relégation de ce dernier en 2007.

### Haut de tableau et Europe avec Rosenborg
Le 1er janvier 2008, après la relégation en deuxième division de ODD Grenland, Rune Jarstein s'engage avec le club le plus titré du pays, le Rosenborg BK, contre 1,5 million d'euros.
Avec le club de Trondheim il dispute ses premiers matches de coupe d'Europe à l'occasion du 3e tour de C3, perdu face à la Fiorentina. Il remporte également le seul trophée collectif de sa carrière en étant sacré champion de Norvège 2009.

### Continuité avec le Viking Stavanger
Le 8 mars 2010, après le titre de champion, il signe au Viking FK Stavanger, club basé à Oslo. Il joue son premier match avec le club de la capitale le 15 mars 2010 lors d'une défaite 2-0 face à Vålerenga.
Il dispute 122 matches officiels pour le club jusqu'à la fin de son contrat en décembre 2013, gardant sa cage inviolée à 37 occasions.

### Expérience à l'étranger avec le Hertha BSC
Le 17 décembre 2013, il s'engage pour 2 ans en faveur du club allemand du Hertha Berlin. Il ne dispute qu'un seul match en 2013-2014, tout comme en 2014-2015. Bien qu'il commence la saison 2015-2016 sur le banc, il profite rapidement d'une blessure à l'épaule du gardien titulaire Thomas Kraft pour se faire une place dans le onze de départ. Il prend part à 43 rencontres au cours de cette saison et conserve son statut de titulaire par la suite.
Le 18 décembre 2015, au vu des bonnes performances du gardien norvégien, le club prolonge son contrat jusqu’à la fin de la saison 2018-2019. Le contrat liant le Hertha et Jarstein est de nouveau prolongé le 12 avril 2018.

## Carrière en sélection
- Norvège : 68 sélections

Rune Jarstein cumule 36 sélections dans les catégories de jeunes de l'équipe de Norvège.
Il fait ses débuts avec la sélection A en disputant une mi-temps d'un match amical contre l'Argentine le 23 août 2007 (victoire de la Norvège 2 buts à 1) peu avant ses 23 ans.
Il est le gardien titulaire de la sélection nationale depuis 2011. Il ne participe à aucune phase finale d'Euro ni de Coupe du Monde avec la Norvège.

## Palmarès

### Collectif
Rosenborg BK
- Champion de Norvège : 2009

### Individuel
- Gullballen : 2018

## Vie privée
Le 2 avril 2009, il est devenu père pour la première fois. Il a en effet eu une fille avec sa partenaire, l'ancienne joueuse de handball Hanne-Stine Bratli.